# Водена генетка
Водена генетка (Genetta piscivora) је врста сисара из реда звери (Carnivora) и породице цибетки (Viverridae). 

## Распрострањење
ДР Конго је једино познато природно станиште врсте.

## Станиште
Станишта врсте су шуме, речни екосистеми и слатководна подручја.

## Угроженост
Подаци о распрострањености ове врсте су недовољни.

### Популациони тренд
Популациони тренд је за ову врсту непознат.